# Helina spinulicosta
Helina spinulicosta este o specie de muște din genul Helina, familia Muscidae, descrisă de Fritz Isidore van Emden în anul 1948. Conform Catalogue of Life specia Helina spinulicosta nu are subspecii cunoscute.